# Má adaptação

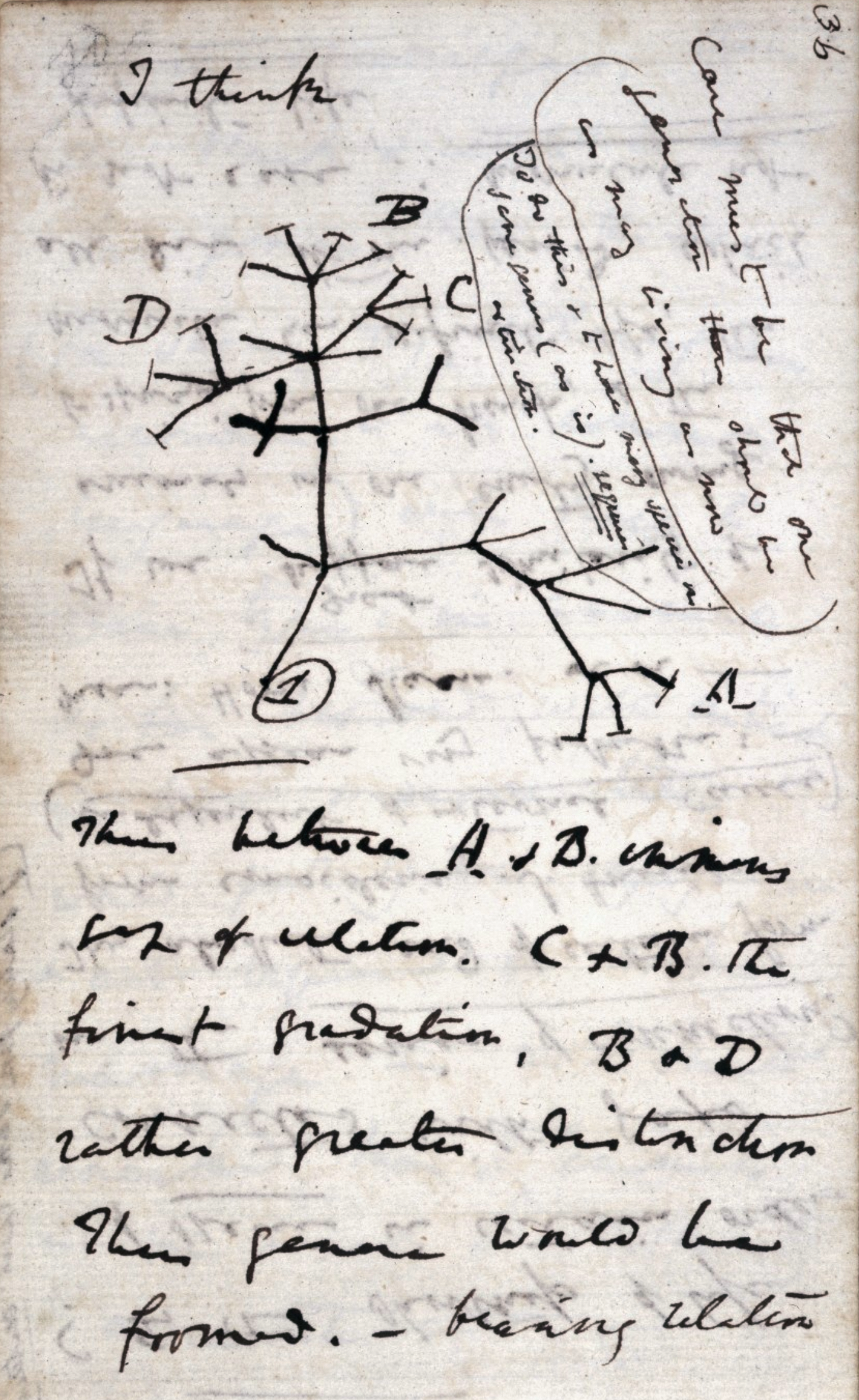
Esboço de Charles Darwin de 1837, seu primeiro diagrama de uma árvore evolutiva de seu Primeiro Caderno sobre Transmutação de Espécies

Uma má adaptação é uma característica que é (ou se tornou) mais prejudicial do que útil, em contraste com uma adaptação, a qual é mais útil do que prejudicial. Todos os organismos, de bactérias a humanos, apresentam características mal-adaptáveis e adaptáveis. Em animais (incluindo humanos), comportamentos adaptáveis contrasteiam com os mal-adaptáveis. Assim como a adaptação, a má adaptação pode ser vista como ocorrendo ao longo do tempo geológico ou durante a vida de um indivíduo ou grupo.
Também pode significar uma adaptação que, embora razoável na época, se tornou cada vez menos adequada e mais um problema ou obstáculo por si só, com o passar do tempo. Isso porque é possível que uma adaptação seja mal selecionada ou se torne menos apropriada ou mesmo se torne mais uma disfunção do que uma adaptação positiva ao longo do tempo.
O conceito de má adaptação, conforme discutido inicialmente em um contexto do final do século XIX, é baseado em uma visão falha da teoria da evolução. Acreditava-se que uma tendência inerente de degeneração das adaptações de um organismo se traduziria em adaptações inadequadas e logo se tornaria incapacitante, se não "eliminada". Na realidade, as vantagens conferidas por qualquer adaptação raramente são decisivas para a sobrevivência por si só, mas sim equilibradas com outras adaptações sinérgicas e antagônicas, que consequentemente não podem mudar sem afetar outras.
Em outras palavras, geralmente é impossível obter uma adaptação vantajosa sem incorrer em "más adaptações". Considere um exemplo aparentemente trivial: é aparentemente extremamente difícil para um animal desenvolver a capacidade de respirar bem no ar e na água. Melhor se adaptar a um significa ser menos capaz de fazer o outro.

## Exemplos
- Durante os períodos de mudança climática — como o resfriamento ou o aquecimento global atualmente experimentado — espécies que foram bem adaptadas no clima original podem ser mal adaptadas ao novo clima e morrer, se forem impedidas de mudar seu alcance devido a barreiras geológicas. De maneira mais geral, a má adaptação às mudanças climáticas se refere a situações em que o financiamento do clima pode apoiar iniciativas que são realmente prejudiciais para os sistemas socioecológicos. De forma bastante insidiosa, as iniciativas podem falhar em cumprir seus objetivos declarados, podem ter consequências não intencionais e podem, em certos casos, aumentar a vulnerabilidade em prazos mais longos.[1] Por exemplo, foi proposto que o seguro para riscos como enchentes ou tempestades pode prejudicar os esforços para encorajar os proprietários a instalar medidas que irão reduzir sua vulnerabilidade geral, como a adoção de resiliência no nível da propriedade.[2] Diretrizes para evitar essa má adaptação às mudanças climáticas foram propostas.[3]
- A resistência aos antibióticos é geralmente uma questão de adaptação/má adaptação do ponto de vista dos agentes infecciosos: os agentes da doença iniciais são bem adaptados às condições fisiológicas de seu hospedeiro e podem proliferar. Quando os antibióticos são empregados, os organismos que têm pouca ou nenhuma resistência contra eles ficam em desvantagem. No entanto, ser capaz de desintoxicar antibióticos tem um preço: os mecanismos que conferem resistência aos antibióticos (por exemplo, betalactamase) raramente são úteis para qualquer outra finalidade. Portanto, a energia que de outra forma estaria disponível para crescer e se reproduzir é desviada para a desintoxicação de antibióticos. Para um organismo infeccioso, é, portanto, uma troca entre ser capaz de superar as cepas resistentes na ausência de antibióticos e ser capaz de desintoxicar os antibióticos se eles forem encontrados. Uma estratégia evolutivamente estável não é, portanto, possível, se os antibióticos não forem usados indiscriminadamente.
- Os dodôs foram capazes de lidar com as condições climáticas na Maurícia. Lá, durante as partes do ano semiárido, as condições predominam e as plantas produzem relativamente pouca biomassa que os dodôs teriam usado como alimento (como frutas), enquanto na estação chuvosa há uma superabundância de alimentos. Os dodôs aparentemente se adaptaram a isso acumulando depósitos de gordura quando a comida era abundante e ajustando seu ciclo reprodutivo às condições climáticas. Confrontado com humanos e predadores introduzidos, isso acabou se revelando fatal: os humanos acreditariam que os dodôs gordos eram bons de comer e os caçariam, ou simplesmente os matariam por diversão por causa de sua aparência engraçada e movimentos desajeitados. O ciclo de reprodução, que originalmente garantiu que o mínimo esforço possível fosse investido na reprodução, os tornou vulneráveis aos porcos e macacos introduzidos, já que havia pouca possibilidade de um dodô cujo ovo foi destruído voltar a nidificar antes do ano.
- Um termo usado conhecido como neuroplasticidade é definido como "a capacidade do cérebro de se reorganizar formando novas conexões neurais ao longo da vida".[4] A neuroplasticidade é vista como uma adaptação que ajuda os humanos a se adaptarem a novos estímulos, especialmente por meio de funções motoras em pessoas com inclinação musical, bem como várias outras atividades de coordenação olho-mão. Um exemplo de má adaptação na neuroplasticidade na evolução do cérebro é a dor fantasma em indivíduos que perderam membros. Embora o cérebro seja excepcionalmente bom em responder a estímulos e se reorganizar de uma nova maneira para, mais tarde, responder ainda melhor e mais rápido no futuro, às vezes é incapaz de lidar com a perda de um membro, mesmo que as conexões neurológicas sejam perdidas. Um jornal "Adaptation and Maladaptation" descobriu que, em alguns casos, as mudanças que anteriormente ajudaram o cérebro humano a se adequar melhor a um ambiente também podem se tornar mal-adaptativas.[5] Nesse caso, com a perda de um membro, o cérebro está percebendo a dor, embora não haja nervos ou sinais do membro que está faltando para dar ao cérebro essa percepção.